# Amanuel Ghebreigzabhier
Amanuel Ghebreigzabhier Egerzeigzaarhka (* 17. srpna 1994) je eritrejský profesionální silniční cyklista jezdící za UCI WorldTeam Lidl–Trek.

## Hlavní výsledky
2014
Národní šampionát
 vítěz silničního závodu
 vítěz silničního závodu do 23 let
4. místo časovka
Tour de Blida
 celkový vítěz
 vítěz soutěže mladých jezdců
vítěz 3. etapy
Tour de Constantine
vítěz 4. etapy
4. místo Circuit d'Alger
Tour d'Algérie
6. místo celkově
 vítěz soutěže mladých jezdců
2015
Národní šampionát
 vítěz silničního závodu do 23 let
3. místo silniční závod
Tour de Constantine
 celkový vítěz
 vítěz soutěže mladých jezdců
Tour du Rwanda
 vítěz vrchařské soutěže
3. místo Grand Prix d'Oran
Tour International de Sétif
5. místo celkově
Tour de Blida
8. místo celkově
9. místo Circuit d'Alger
2016
Mistrovství Afriky
 vítěz týmové časovky
5. místo silniční závod
7. místo časovka
3. místo Gran Premio Palio del Recioto
Tour du Rwanda
5. místo celkově
Národní šampionát
5. místo silniční závod
5. místo časovka
2017
Mistrovství Afriky
 vítěz týmové časovky
2. místo Coppa della Pace
2. místo Giro del Medio Brenta
Tour de Hongrie
6. místo celkově
 vítěz vrchařské soutěže
7. místo Trofeo Alcide Degasperi
Arctic Race of Norway
9. místo celkově
2018
Mistrovství Afriky
 vítěz silničního závodu
 vítěz týmové časovky
Národní šampionát
2. místo silniční závod
Tour de Langkawi
4. místo celkově
2019
Národní šampionát
 vítěz časovky
Vuelta a Burgos
6. místo celkově
Kolem Rakouska
8. místo celkově
2021
Národní šampionát
5. místo silniční závod
Settimana Internazionale di Coppi e Bartali
9. místo celkově
2022
Národní šampionát
3. místo časovka
Tour des Alpes-Maritimes et du Var
6. místo celkově
2023
Národní šampionát
 vítěz časovky
2. místo GP Industria & Artigianato di Larciano
Giro d'Italia
 cena bojovnosti po 4. etapě

### Výsledky na Grand Tours
| Grand Tour      | 2018 | 2019 | 2020 | 2021 | 2022 | 2023 | 2024 |
| --------------- | ---- | ---- | ---- | ---- | ---- | ---- | ---- |
| Giro d'Italia   | —    | 45   | 54   | 63   | —    | DNF  | 63   |
| Tour de France  | —    | —    | —    | —    | —    | —    |      |
| Vuelta a España | 37   | DNF  | —    | —    | —    | 82   |      |

| —   | Nezúčastnil se |
| DNF | Nedokončil     |